# Weissia inoperculata
Weissia inoperculata är en bladmossart som beskrevs av H. Crum, Steere och Lewis Edward Anderson 1964. Weissia inoperculata ingår i släktet krusmossor, och familjen Pottiaceae. Inga underarter finns listade i Catalogue of Life.